# Regina di Saba

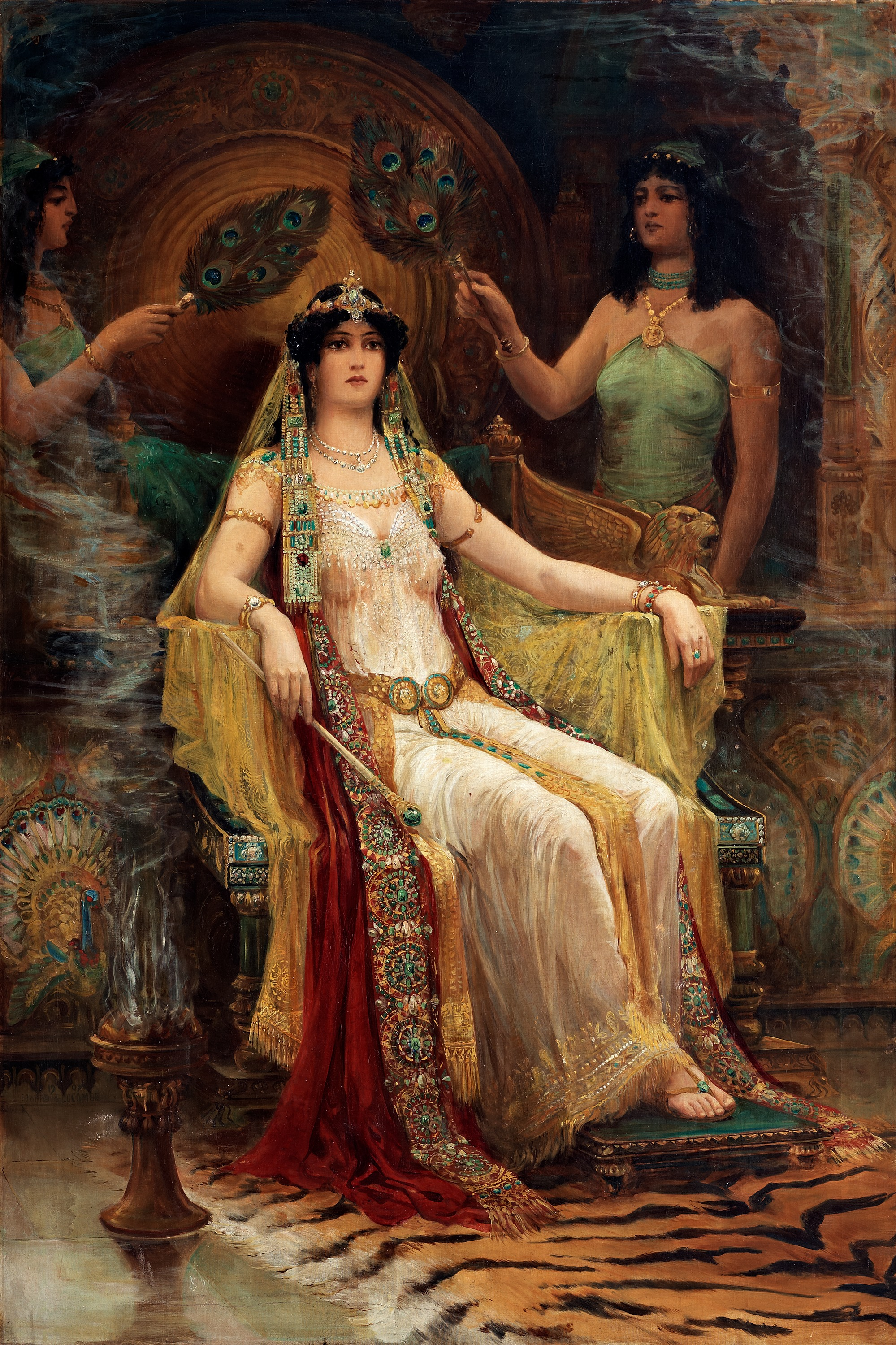
La regina di Saba (1907), di Edward Slocombe.

Regina di Saba è un'espressione antonomastica che si riferisce a una specifica sovrana del Regno di Saba, citata nella Bibbia (primo libro dei Re, e nel secondo libro delle Cronache), nel Corano e nel Kebra Nagast.
Nei testi biblici e nel Corano non viene mai chiamata per nome, ma solo come regina di Saba o regina del Sud. Per la tradizione etiope il suo nome era Machedà, mentre alcune fonti arabe la chiamano Bilqis (talvolta trascritto Balkiyis).
Viene ricordata come regina ricchissima; nella Bibbia, fa visita a Salomone per metterne alla prova la grande saggezza. Secondo il Kebra Nagast, che racconta più estesamente delle vicende della regina, il sovrano etiope Menelik I era figlio di Machedà e Salomone. Da un punto di vista storico, la questione se la regina di Saba sia realmente esistita è controversa. La regina di Saba viene citata da Gesù in alcuni racconti evangelici (Matteo 12:42 e Lu 11:31): «La regina del meridione sarà destata nel giudizio con gli uomini di questa generazione e li condannerà; perché essa venne dai confini della terra per udire la sapienza di Salomone, ma, ecco, qui c'è più di Salomone».

## Il racconto biblico

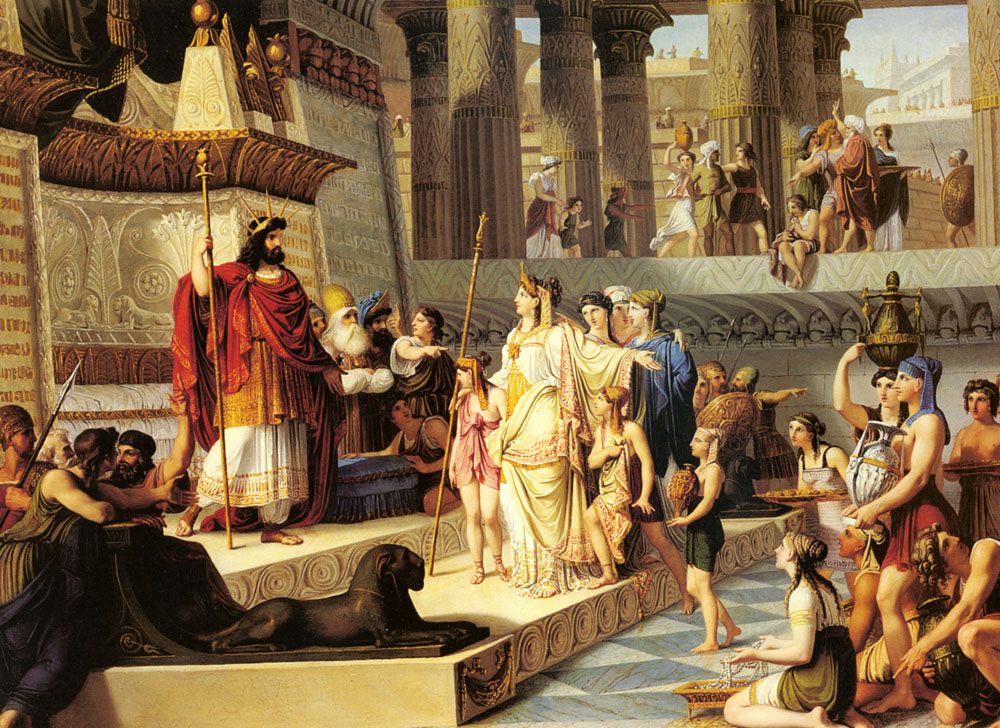
La regina di Saba in visita a Salomone. Olio su tela di Giovanni Demin (XIX secolo, collezione privata).

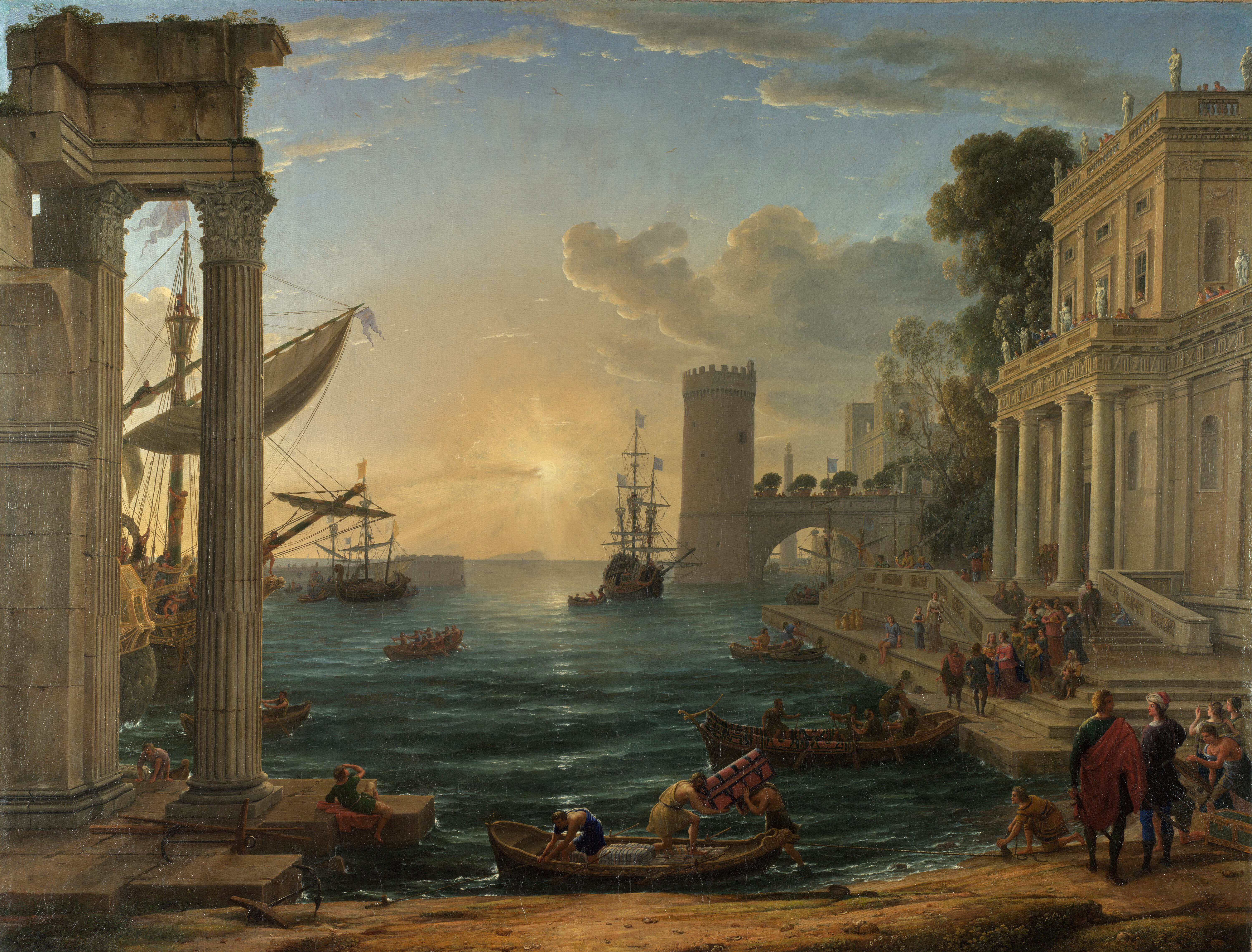
L'imbarco della regina di Saba (1648), dipinto di Claude Lorrain (alla Galleria nazionale di Londra).

Secondo la Bibbia, la regina della terra di Saba venne a conoscenza della grande saggezza del re d'Israele, Salomone, e si mise in viaggio verso la sua terra, per metterlo alla prova con enigmi, portando con sé come doni spezie, oro e pietre preziose. La regina fu colpita dalla saggezza e dalla ricchezza di Salomone e pronunciò una benedizione verso il Dio di Salomone, che la ricambiò con molti doni e con "qualsiasi cosa desiderasse", fino a quando la regina non tornò nel suo regno.
Gli esegeti del cattolico Nuovo Grande Commentario Biblico ritengono che la visita della regina di Saba a Salomone sia "una leggenda popolare, ma può avere un nocciolo storico in una visita da parte di una delegazione commerciale araba"; secondo il racconto biblico, tra i doni che la regina portò a Salomone vi furono centoventi talenti d'oro, ovvero ben oltre le due tonnellate di oro, una quantità inverosimile.
La regina di Saba riappare in Matteo 12:42 e in Luca 11:31, dove Gesù afferma che lei e gli abitanti di Ninive il giorno del Giudizio universale sorgeranno per condannare gli ebrei che lo hanno rifiutato.
Nel Cantico dei cantici, conosciuto anche come Cantico di Salomone, alcuni hanno voluto trovare riferimenti interpretabili come prova dell'amore tra Salomone e la Regina di Saba.

## Leggende ebraiche posteriori
Lo storico ebreo Giuseppe Flavio enfatizza il suo amore per l'apprendimento. Le dà il nome di Nikaule, supponendo che ci sia una connessione con la regina Nitocri descritta da Erodoto.
Altre leggende ebraiche sostengono che il regalo che promise Salomone («qualsiasi cosa desideri») sia concretamente una relazione amorosa, e grandi sforzi sono stati fatti studiando gli enigmi che la regina propone al re per testare la sua saggezza.

## Il racconto coranico
Neanche il Corano menziona il nome della regina di Saba, malgrado alcune fonti arabe la chiamino Bilqis. La storia è simile a quella della Bibbia. Cambia il punto di partenza: è Salomone che viene a conoscenza del Regno di Saba perché il suo popolo venera il Sole. Dopo aver minacciato una guerra, il re d'Israele riceve la regina di Saba che adotta la religione ebraica.
Recentemente, alcuni studiosi arabi hanno ipotizzato che Saba non si trovi in Yemen, come sostengono alcune fonti, ma nel nord-ovest dell'Arabia Saudita, in una colonia commerciale fondata dai regni arabi del sud. Gli scavi archeologici hanno confermato l'esistenza di queste colonie, che possedevano le stesse caratteristiche della madrepatria, ma ancora non è stato scoperto nulla su Bilqis.

## Racconto etiope, il libro Kebra Nagast

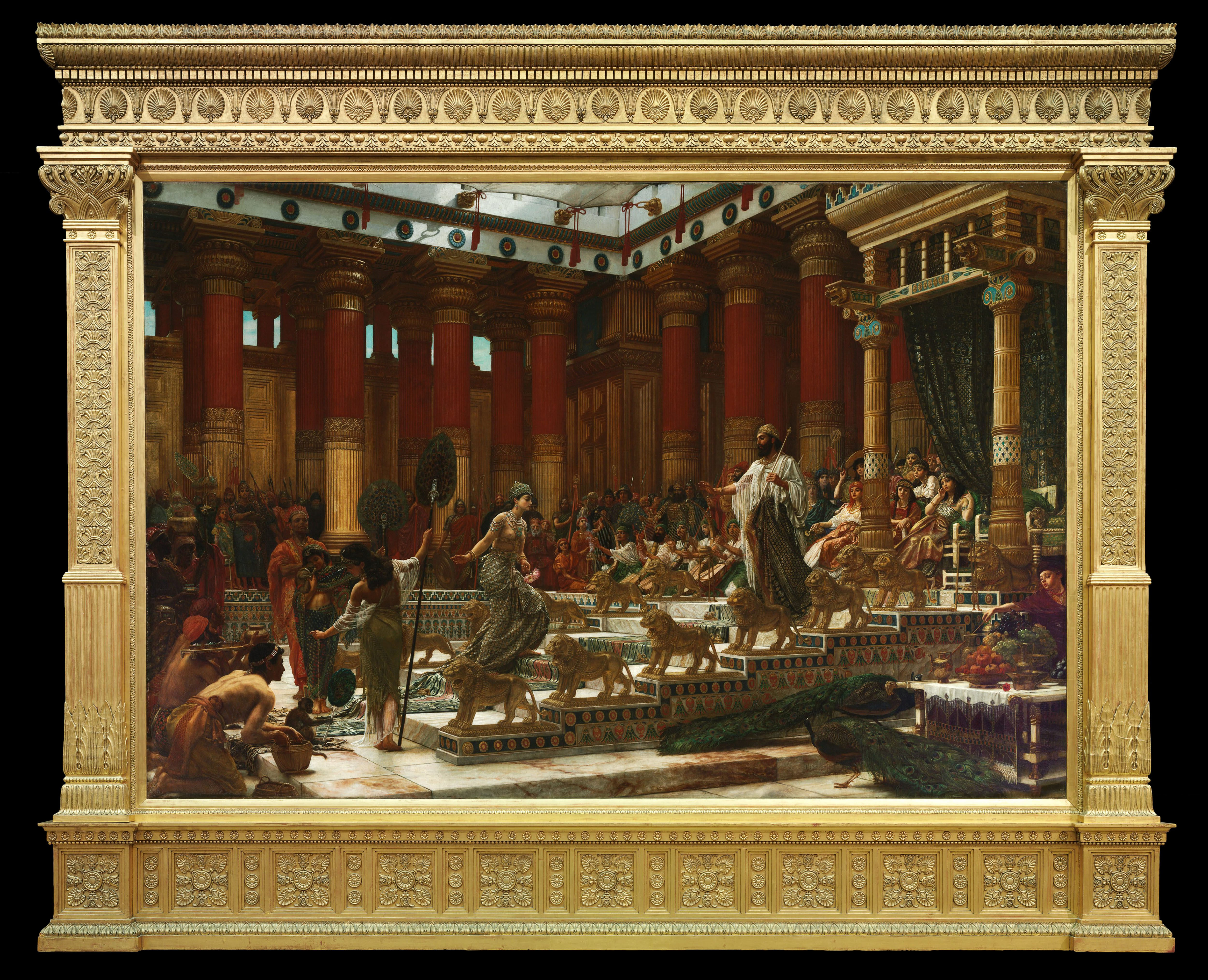
La visita della regina di Saba al re Salomone; dipinto di Sir Edward John Poynter.

Secondo la testimonianza di questo antico documento sacro (IV-VI secolo d.C.), la famiglia imperiale etiope discende direttamente dall'incontro amoroso tra il re Salomone e la regina di Saba, chiamata Machedà secondo la tradizione africana. Il libro epico etiope dei re, il Kebra Nagast, contiene la storia di Machedà e dei suoi discendenti: riporta di come Salomone abbia incontrato la regina (evento documentato anche nella Bibbia, 1 Re 10, 2 Cr 9) e abbia avuto un figlio da lei, il primogenito, incoronato re con il titolo di Menelik I, primo imperatore d'Etiopia. La testimonianza del Kebra Nagast riporta di come Menelik abbia trafugato l'Arca dell'Alleanza da Gerusalemme all'Etiopia, ove probabilmente si trova tuttora.
È stato provato che le antiche comunità etiopi erano formate da una popolazione semita, emigrata attraverso il Mar Rosso dall'Arabia meridionale, mescolatesi con i locali abitanti non semiti. Inoltre, l'antico Regno etiope di Axum ha governato anche una parte dell'Arabia meridionale che comprendeva lo Yemen fino alla nascita dell'Islam nel VII secolo. Per di più, l'amarico e il tigrino, le due principali lingue dell'Etiopia, sono lingue semitiche.
Come prova della relazione tra Arabia ed Etiopia si hanno anche molti reperti archeologici e alcune iscrizioni nell'antico alfabeto della penisola arabica meridionale.

## Persistenza nell'età medievale
Giovanni Boccaccio, nell'opera De mulieribus claris, e la scrittrice Christine de Pisan, nell'opera Il Libro delle Città delle Dame del 1404, proseguono con la tradizione avviata da Giuseppe Flavio, attribuendo alla regina il nome Nicaula. La Regina di Saba appare frequentemente nelle carte nautiche medievali di tradizione maiorchina o più in generale iberica.

## Ritrovamenti archeologici
Il 9 maggio 2008 è stato diffuso un comunicato dell'Università di Amburgo secondo cui un'équipe tedesca, guidata dall'archeologo Helmut Ziegert, avrebbe scoperto i resti del palazzo della leggendaria "regina di Saba".
Le rovine ritrovate presso Dungur, in Etiopia, e collocate sotto i ruderi del palazzo di un re cristiano, erano quelle di un palazzo databile intorno al X secolo a.C.
I pareri del mondo accademico sono, tuttavia, discordanti.
In particolare il professor Siegbert Uhlig, capo dell'unità di ricerca degli studi etiopi, ha affermato: «Ziegert non ha discusso le sue ipotesi con alcun collega che avesse lavorato nel campo degli studi etiopi o in quello dell'archeologia africana. Ziegert non è un membro dell'Unità di Ricerca. I membri ed il capo dell'Unità di Ricerca degli Studi Etiopi dell'Università di Amburgo considerano l'identificazione pubblicata non scientificamente provata».
Secondo Ricardo Eichmann, direttore del dipartimento dell'Oriente dell'Istituto archeologico germanico di Berlino, attivo nella ricerca storica di fonti attendibili circa la regina di Saba, fino ad oggi non ci sono prove della sua reale esistenza.

## Iconografia
- La regina di Saba visita il re Salomone, noto anche come Salomone e la regina di Saba, è un dipinto del pittore fiammingo Lucas de Heere, risalente al 1559.

## Musica

### Opere liriche
- George Frideric Handel, Solomon, 1749.
- Charles Gounod, Reine de Saba, 1862.
- Károly Goldmark, La regina di Saba, 1875.

### Balletti
- Ottorino Respighi, Belkis, regina di Saba, 1932.

### Yoruba
Il clan nigeriano degli Ijebu di Ijebu-Ode, appartenente al complesso degli Yoruba, afferma di essere una ricca [di nobiltà] senza figli conosciuta come Oloye Bilikisu Sungbo. Affermano anche che a lei era dedicato un sistema medievale di mura e fossati, costruito intorno al X secolo.
Dopo gli scavi nel 1999, l'archeologo Patrick Darling ha dichiarato: «Non voglio esagerare con la teoria di Sheba, ma non può essere sottovalutata ... La gente del posto ci crede e questo è ciò che è importante ... L'argomento più convincente contro di essa al momento è la datazione.»

## Libri
- La Regina del Mattino e Solimano principe dei geni, racconto di Gérard de Nerval, inserito nelle prose di Viaggio in Oriente (1851).
- La regina di Saba - Sandra Reberschak (Bompiani, 1995); ISBN 88-452-2632-8.
- La regina di Saba. Un'avventura sul deserto yemenita - André Malraux (EDT, 1997); ISBN 88-7063-325-X.
- La regina di Saba - Knut Hamsun (Iperborea, 1999); ISBN 88-7091-082-2.
- Storia di Bilqis regina di Saba - Taʿlabī (Marsilio Editori, 2000); ISBN 88-317-7383-6.
- La regina di Saba - Marek Halter (Spirali, 2009); ISBN 978-88-7770-864-9.
- Makeda o la favolosa storia della regina di Saba - Jakub Adol Mar - (Edizioni Seam, 1998) ISBN 88-8179-115-3.
- Regina di Saba - Carlo Sgorlon (Mondadori, 1975).
- Kebra Nagast. La Bibbia segreta del Rastafari - a cura di Lorenzo Mazzoni (Coniglio Editore, 2008). Sezione bibliografica.